# Chelandion
Das Chelandion (altgriechisch χελάνδιον) war eine byzantinische Galeere von der Bauart einer  Dromōne, die auch als Truppentransporter eingesetzt wurde. 

## Geschichte
Der Begriff Chelandion stammt vom griechischen Wort Kelēs („Renner“) und tauchte erstmals ab dem 8. Jahrhundert in den Quellen auf. Im mittelalterlichen Latein wurde das Wort Chelandium oder  Scelandrium transkribiert, während es bei den Arabern Shalandī (Plural Shalandiyyāt) genannt wurde.
Als Variante der Dromōne war das Chelandion typischerweise eine Bireme, das heißt mit zwei Reihen von Rudern ausgestattet, die das Hauptantriebsmittel waren, wenngleich es auch über zwei Lateinsegel verfügte. Es konnte außerdem mit Siphonen ausgestattet werden, die das gefürchtete Griechische Feuer verschossen, die Geheimwaffe der byzantinischen Flotte.
Der Begriff Chelandion wird in mittelalterlichen Quellen austauschbar mit Dromōne verwendet, was zu Unklarheiten bezüglich des genauen Unterschiedes zwischen dem ersteren und einer tatsächlichen Dromōne führte. Das Chelandion scheint seine Ursprünge im Pferdetransport zu haben  (Hippagōgon). Dies würde einige Unterschiede zur Bauart einer herkömmlichen Dromōne bedeuten: wahrscheinlich gab es einen sich entlang dem Schiffsbauch erstreckenden Pferch für Pferde.
Im 10. Jahrhundert bildeten Chelandia das Rückgrat der byzantinischen Flotte, wobei sie in zwei Kategorien eingeteilt wurden: das Chelandion Ousiakon (altgriechisch χελάνδιον οὑσιακόν) oder abgekürzt Ousiakon oder Ousiakos, das von einer Ousia, das heißt 108 Männern, bemannt wurde, und das Chelandion Pamphylon (griechisch χελάνδιον πάμφυλον), oder schlicht Pamphylon oder Pamphylos, bemannt von 120 bis 160 Männern, dessen Name entweder auf einen Ursprung in Pamphylien hinweist oder seine Bemannung durch „ausgewählte Besatzungen“ (von altgriechisch πᾶν + φῦλον „alle Stämme“).